# Сенсат, Роза
Роза Сенсат и Вилья (17 июня 1873 — 1 октября 1961) — каталонская учительница. Она способствовала развитию государственных каталонских школ на протяжении первой трети 20-го века.

## Биография
Она провела образовательные исследования в Барселоне и в Мадриде, в Escuela Central de Magisterio (Центральное Образование Исследования Школ). После этого она училась в Женевском Институте Руссо и других европейских школах, где она узнала о новых образовательных тенденциях.
В 1900 году она прошла государственные экзамены. Вышла замуж за Давида Феррера в 1903 году, и пара переехала в Барселону. Через год родилась их первая дочь, Анжела Феррер и Сенсат.
Роза Сенсат распространяла новые образовательные тенденции, и в 1914 году она стала первым директором секции девочек Барселонской школы. В 1921 году она получила заказ на проектирование программы исследований для Барселонского Barcelona’s Institut de Cultura i Biblioteca Popular de la Dona, культурного центра, созданного в 1909 году Франческой Бонемасьон, который был первым центром женского образования в Европе. В течение этого периода Роза Сенсат читала курсы и конференции для образовательных программ Макамунитат Каталонии, в летних школах, а также в Institut de Cultura i Biblioteca Popular de la Dona. Она также участвовала в нескольких международных конференциях по образованию, например, 1-й национальной конференции по начальному образованию (Барселона, 1909), 3-й международной конференции по образованию (Париж, 1922), и конференции в Ницце (1932).